# Nastro d'argento
El Nastro d'Argento (Cinta de plata) és un premi cinematogràfic italià que es concedeix des de 1946 pel Sindicat Nacional de Periodistes Cinematogràfics Italians (SNGCI). És un dels premis cinematogràfics més antics del món. S'atorguen anualment en una àmplia gamma de categories, que inclouen no només llargmetratges, sinó també curtmetratges (Corti d'argento) i sèries de televisió (Nastri d'Argento Grandi Serie). És considerat el més prestigiós entre els premis italians dedicats al cinema, junt amb el David di Donatello. Des de l'edició 2010 es va crear una nova categoria dedicada a la comèdia cinematogràfica. Es donava inicialment de forma alternada entre Cinecittà i Taormina. Des del 2000 el premi es concedeix durant el Taormina Film Fest de la ciutat de Taormina a Sicília, mentre que la cerimònia de lliurament dels premis als curtmetratges se celebra a Nàpols.

## Història
La unió de periodistes de cinema va ser fundada en el mateix any que els Nastri, en 1946, per un grup de periodistes i assagistes de cinema, alguns dels quals més tard es van convertir en directors (Stefano Vanzina i Mario Soldati, que va ser el seu primer president) i autors (Michelangelo Antonioni, Antonio Pietrangeli). El primer reglament va motivar la creació del Nastro d'Argento per a "promoure la contínua millora artística, tècnica i industrial del cinema italià i retre homenatge a les seves importants adquisicions".
Va ser lliurat per primera vegada en 1946 a Roma, a l'Hotel de Russie. Les edicions es van realitzar principalment entre Roma i Taormina, amb l'excepció d'algunes edicions particulars (en Florència, després de la inundació de 1966, com a signe de solidaritat) i, de nou en els seus primers anys, també a Sorrento.
En les primeres edicions, els premis van ser lliurats a les pel·lícules presentades durant l'any considerat per la indústria, el que finalitza al final de la temporada; després van ser lliurats a les pel·lícules estrenades l'any natural, mentre que més tard van ser lliurats de nou a les pel·lícules estrenades a les sales dins dels dies immediatament posteriors al Festival de Cannes, i després en els últims dies del mes de maig, quan s'anuncien els "cinc" finalistes, als quals es dedica un esdeveniment amb tots els candidats per als premis. Després d'algunes edicions en la seu de l'Acadèmia de França a Vil·la Mèdici, se celebra, de nou a Roma, en l'espai del Museu MAXXI. Els premis es concedeixen sobre la base de "cinc" propostes del consell nacional de la Unió, amb el vot (notarial) dels membres de la Unió, periodistes de cinema de la premsa escrita, la televisió, la ràdio i, des de l'era contemporània, Internet.
El Nastro d'Argento està acompanyat dels premis Guglielmo Biraghi, atorgats des de 2001, als millors actors joves que debuten al cinema de l'any. Els Nastri també reben el premi Manfredi a Taormina a la nit.

## Categories
- Millor pel·lícula
- Millor director
- Millor comèdia
- Millor direcció novell
- Millor productor
- Millor argument
- Millor guió
- Millor actor protagonista
- Millor actriu protagonista
- Millor actor en una pel·lícula de comèdia
- Millor actriu en pel·lícula de comèdia
- Millor actor no protagonista
- Millor actriu no protagonista
- Millor actor debutant
- Millor actriu debutant
- Millor fotografia
- Millor escenografia
- Millor vestuari
- Millor muntatge
- Millor so en directe
- Millor banda sonora
- Millor cançó original
- Millor director de càsting
- Millor pel·lícula europea
- Millor pel·lícula extraeuropea
- Millor pel·lícula en 3D
- Nastro de l'any
- Nastro d'argento a la carrera
- Nastro d'argento europeu
- Nastro d'argento especial
- Millor documental
- Millor documental sobre cinema
- Millor curtmetratge
- Millor doblatge